# كروفورد يونغ
كروفورد يونغ (بالإنجليزية: Crawford Young)‏ هو عازف آلة وترية ‏ أمريكي، ولد في القرن العشرين.

## وصلات خارجية
- كروفورد يونغ على موقع ميوزك برينز (الإنجليزية)
- كروفورد يونغ على موقع أول ميوزيك (الإنجليزية)
- كروفورد يونغ على موقع ديسكوغز (الإنجليزية)